# Emmenosperma alphitonoides
Emmenosperma alphitonioides, conocido como el fresno amarillo (yellow ash) o palo hueso (bonewood), es un árbol del bosque lluvioso del este de Australia. Crece desde el río Clyde (Batemans Bay) (35° S) hasta la  península del Cabo York en la parte más norteña de Australia. Crece en muchos tipos de bosques, en los tropicales, subtropicales y templados lluviosos. 

## Descripción
Es un árbol que crece a una altura de 35 metros y un diámetro de 150 cm. La corteza exterior es agrietada y de color gris. Las grietas son más notables en los árboles maduros. El tronco está un poco rebordeado en la base.
Las hojas tienen una forma bastante "común", verdes, opuestas, sin dientes, y se parecen a las del limón o naranjo.  De 2 a 7 cm de largo, de 2 a 4 cm de ancho con una punta roma. Los peciolos miden de 4 a 10 mm de largo y son lisos. El envés es más pálido que el haz. Las venas de la hoja son notables por ambos lados.
Flores blancas aparecen entre agosto y noviembre, en cimas de panículas. El  fruto es de color naranja brilloso y carnoso, con dos semillas. El fruto madura de marzo a agosto. Cuando fructifica, el árbol es fácil de identificar por las masas de drupas naranjas. El uso de una lima se recomienda para debilitar la cáscara de la semilla para ayudar a la germinación.

## Taxonomía
Emmenosperma alphitonoides fue descrita por Ferdinand von Mueller y publicado en Fragmenta Phytographiae Australiae 3: 63, en el año 1862.
Sinonimia
- Alphitonia emmenosperma F.Muell.[2]

## Galería

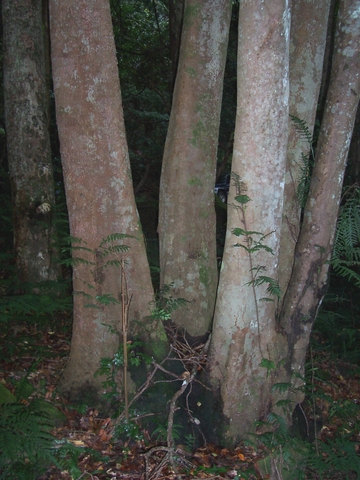
Un inusual Emmenosperma alphitonioides con varios troncos en Nueva Gales del Sur
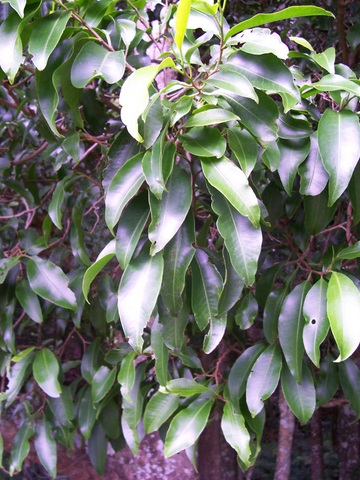
Hojas de Emmenosperma alphitonioides en Nueva Gales del Sur